# 散江郡

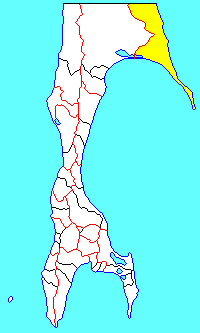
樺太・散江郡の位置（黄：散江村）

散江郡（ちりえぐん）は、日本の領有下において樺太に存在した郡。

## 郡域
1915年（大正4年）に行政区画として発足した当時の郡域は、散江村1村の区域に相当する。

## 歴史

### 古代
古墳時代の4世紀ころには鈴谷文化が、5世紀ころから鎌倉時代後半（13世紀）ころまでオホーツク文化が栄えた。オホーツク文化は『日本書紀』や『続日本紀』に記述が見られる粛慎に比定され、彼らは飛鳥時代に阿倍比羅夫と交戦したと見られている。また、当時唐に交易のため使いを出した流鬼国もまた、現在オホーツク文化であったとされている。8世紀ころからは、東多来加式土器が用いられた。またオホーツク文化人は中世以降も散江郡域に居住するニクブン（ニヴフ）の祖先とされる。

### 中世
それまで土器を用いたオホーツク文化から、鉄製品を使用するニヴフへ移行したとみられる。
また、幌内原野や多来加湖周辺のオロッコ（ウィルタ）は、明との朝貢交易のため、外満州の奴児干都司に赴いており、名目的な役職として波羅河（ポロホー）衛（羈縻衛）指揮官の称号を付与（冊封）されていた。
一方、鎌倉時代以降には、蝦夷管領・安東氏が唐子と呼ばれる蝦夷（アイヌ、骨嵬）を統括（『諏訪大明神絵詞』）し、対峙する吉里迷とは緊張状態にあった。室町時代には、唐子が安東氏の代官武田信広に献上品を送りその配下になったという（『福山秘府』）。唐子は後の西蝦夷地、北海道日本海側や北海岸および樺太南部に居住し、渡党の領域まで赴き生活必需品を入手していた（城下交易も参照）。

### 近世
江戸時代になると、散江郡域は西蝦夷地に属し、慶長8年（1603年）宗谷に置かれた役宅の管轄を経て、貞享2年（1685年）宗谷場所に含まれた。元禄13年（1700年）、松前藩から幕府に提出された松前島郷帳に「おれかた（オロッコ）」「にくぷん（ニヴフ）」の記述が見られる。彼らは、主に栄浜郡域の魯礼や内淵で交易し、山丹で仕入れた品と引き換えに和産物を入手していた（オロッコ交易）。
宝暦2年（1752年）ころシラヌシ（本斗郡好仁村白主）にて交易が始まり、寛政2年（1790年）樺太南端の白主に松前藩が樺太商場（場所）を設置、幕府は勤番所を置く。以降、オロッコ交易の交易地が変更となり、住民は藩の出先機関の機能を兼ねる運上屋（会所）の置かれたクシュンコタン（大泊郡大泊町楠渓）で、生活必需品の入手が可能となった。ここでオロッコやニクブンたちは、満州に対する朝貢に近い交易をおこなっていた。
当時の場所請負人は阿部屋村山家。寛政12年（1800年）松前藩、カラフトを直営とす。

#### 第一次幕領期
文化4年（1807年）の文化露寇を受け、散江郡域を含む西蝦夷地が松前奉行の管轄する公議御料（幕府直轄領）となった（〜文政4年1821年、第一次幕領期）。
以降、住民たちは樺太南端の白主の山丹交易白主会所のみでオムシャや交易を行うこととなった。文化6年（1809年）6月、樺太は西蝦夷地から分立し北蝦夷地となる。
北方情勢が安定した文政4年（1821年）、散江郡域は松前藩領に復した。

#### 松前藩や江戸幕府による北蝦夷地検分
文化5年（1808年）間宮林蔵が踏査、東岸は散江郡域のシャクコタン、北知床半島の散江村北船越辺りまで達した。帰路は遠岸に立寄った。
慶応元年（1865年）樺太詰めの箱館奉行支配在住・岡本監輔は足軽西村伝九郎とともに北知床岬を廻り樺太部を巡検。樺太北端のガオト(鵞小門)岬に達し「大日本領」と記した標柱を建て、間宮海峡沿いで西岸のクシュンナイ（久春内郡久春内村）に帰着。

#### 幕末の樺太警固（第二次幕領期）
安政2年（1855年）日露和親条約で樺太における国境が未確定のまま棚上げ先送りされ、樺太を含む蝦夷地が再び公議御料となった（第二次幕領期）。散江郡域では、タライカ人（多来加アイヌ）が居住する西部の多来加湖周辺まで、幕府による警固や行政が及んだ。松浦武四郎の著書『北蝦夷餘誌』には、タライカ人の習俗は「少し風俗が違う、着ている物も三靼の古着、トドの皮で葺いた屋根」と、他の樺太アイヌと異なることが記されている。当時の地方行政については、場所請負制成立後の行政および江戸時代の日本の人口統計を参照されたい。慶応3年（1867年）樺太雑居条約で樺太全島が日露雑居地とされた。

### 大政奉還後
大政奉還後の慶応4年（1868年）4月12日、箱館裁判所(閏4月24日に箱館府と改称)の管轄となり、明治2年（1869年）開拓使直轄領となり、同年、北蝦夷地を樺太州（国）と改称。明治3年（1870年）樺太開拓使領を経て、明治4年（1871年）開拓使直轄領に復し8月29日、廃藩置県となる。このころ行われた文明開化期の事象としては、神仏分離令、壬申戸籍編製、散髪脱刀令、平民苗字必称義務令公布などが挙げられる。アイヌは百姓身分だったため、平民となった。明治8年（1875年）、樺太千島交換条約によりロシア領とされた。ただし、同条約第六款において日本人の漁業権が認められ、露領時代の散江郡域沿岸は多来加湾岸が東海岸漁区（中知床岬から北知床岬まで）、オホーツク海側が北東海岸漁区（北知床岬から樺太の北端まで）の範囲に含まれた。

### 日本領復帰後
- 1905年（明治38年）
  - 7月 - 日露戦争・樺太の戦いで、日本軍第13師団が占領。31日、在樺太ロシア軍降伏。
  - 8月1日 - 軍政が敷かれる。
  - 8月28日 - 内務省下樺太民政署の管轄となる。
  - 9月1日 - 日露休戦条約を締結。
  - 9月4日 - 樺太民政署、豊原に支所、内路に出張所を開設。
  - 9月5日 - ポーツマス条約締結により日本領に復帰。
- 1907年（明治40年）3月14日 - 内務省の下部組織樺太庁発足、ウラジミロフカ支庁シスカ出張所の管轄となる。
- 1908年（明治41年）4月 - 敷香支庁の管轄となる。
- 1909年（明治42年） - 樺太庁令で、「部落総代規定」を制定。主要集落に町村長に相当する総代を置き、行政事務をおこなうこととした。
- 1913年（大正2年）6月 - 敷香支庁散江出張所の管轄となる。

### 郡発足以降の沿革
- 1915年（大正4年）6月26日 - 「樺太ノ郡町村編制ニ関スル件」（大正4年勅令第101号）の施行により、行政区画として散江郡が発足。発足時は散江村、山越村、遠内村、海豹村が所属。敷香支庁散江出張所が管轄。（4村）
- 1918年（大正7年） - 共通法（大正7年法律第39号）（大正7年4月17日施行）1条2項で、樺太を内地に含むと規定[17]され、終戦まで基本的に国内法が適用されることとなった。
- 1920年（大正9年） 5月1日 - 大正9年勅令第124号（樺太ニ施行スル法律ノ特例ニ関スル件）[18]公布。本郡はニクブンやオロッコなども居住していることから、樺太に施行される法律に、勅令により若干の地方的又は種族法的な性質を有する特例を設けるとされた。ただし、勅令第124号廃止まで内地に準ずる扱いは変わらず。
- 1922年（大正11年）
  - 4月1日 - 「樺太ノ地方制度ニ関スル法律」（大正10年4月8日法律第47号）と、その細則「樺太町村制」（大正11年1月23日勅令第8号）を同時に施行。「部落総代規定」廃止。
  - 10月 - 散江出張所廃止。
- 1923年（大正12年）4月1日 - 山越村・遠内村・海豹村が散江村に合併。（1村）
- 1929年（昭和4年）7月1日 - 樺太町村制の施行により散江村（二級町村）が発足。
- 1942年（昭和17年）11月 - 敷香郡に合併。同日散江郡消滅。